# Elvira Madigan (1967, Danmark)
Elvira Madigan är en dansk dramafilm från 1967, skriven, producerad och regisserad av den danske författaren Poul Erik Møller Pedersen. Titelrollen Elvira Madigan spelas av Anne Mette Michelsen. Filmen är en amatörproduktion inspelad på 16-millimetersfilm. Alstret visades offentligt bara en gång.

## Rollista i urval
- Søren Svejstrup – Sixten Sparre
- Anne Mette Michelsen – Elvira Madigan, lindansare
- Ann-Charlotte Fuglsang – Miss Rosa, Elviras väninna
- Lise Hardt – Grevinnan Sparre
- May Cathala Knipschildt – Laura Madigan, Elviras mor
- Werner Knipschildt – John Madigan, Elviras styvfar
- Helen Dencker Pedersen – Marta Sofie Sparre, Sixtens dotter
- Jutta Møller Pedersen – Dagmar Hansen, varietédiva
- Katja Schumann – Gisella Madigan, Elviras styvsyster